# David Pel
David Pel (* 9. července 1991 Amstelveen) je nizozemský profesionální tenista hrající levou rukou, deblový specialista. Ve své dosavadní kariéře na okruhu ATP Tour vyhrál jeden deblový turnaj. Na challengerech ATP a okruhu ITF získal třicet čtyři titulů ve čtyřhře.
Na žebříčku ATP byl ve dvouhře nejvýše klasifikován v květnu 2017 na 885. místě a ve čtyřhře v říjnu 2023 na 70. místě. Trénují ho Robert Jan Luttikhuis a Marcem Dunckerem.

## Tenisová kariéra
Na okruhu ATP Tour debutoval čtyřhrou na travnatém Ricoh Open 2017 v  's-Hertogenboschi, do níž obdržel s krajanem Tallonem Griekspoorem divokou kartu. V úvodu však podlehli Mexičanu Santiagu Gonzálezovi s Kanaďanem Adilem Shamasdinem, kteří o postupu rozhodli až v supertiebreaku. První zápasy vyhrál na pátém kariérním turnaji v této úrovni tenisu, metském Moselle Open 2019. S krajanem Sanderem Arendsem postoupili do semifinále, v němž je vyřadili nejvýše nasazení Francouzi Nicolas Mahut s Édouardem Rogerem-Vasselinem.
Do prvního finále na okruhu ATP postoupil ve čtyřhře marseillského Open 13 Provence 2021. Po boku Arendse v něm nezvládli koncovky obou setů a podlehli britsko-finskému páru Lloyd Glasspool a Harri Heliövaara. Premiérovou trofej pak oba vybojovali na antukovém Nordea Open 2021 v Båstadu. V závěrečném duelu zdolali Němce Andreho Begemanna s Francouzem Albanem Olivettim po dvousetovém průběhu.
Na grandslamu se poprvé představil v deblu French Open 2021, kde s Rakušanem Julianem Knowlem startovali jako náhradníci. Časnou porážku jim přivodili Asiaté Lu Jan-sun a Jošihito Nišioka. Vyhraných grandslamových zápasů se dočkal ve čtyřhře Wimbledonu 2023, do níž s Američanem Reesem Stalderem zasáhli opět z pozice náhradníků. Ve druhém kole přehráli turnajové jedenáctky Lloyda Glasspoola s  Nicolasem Mahutem, než je po vyrovnaném průběhu zastavili šestí nasazení Rohan Bopanna s Matthewem Ebdenem. Favorité si postup zajistili až ziskem supertiebreaku v rozhodující sadě. Grandslamové maximum vylepšil ve Wimbledonu 2025, do něhož s Australanem Rinkym Hijikatou nastoupili z pozice náhradníků. Pelovi patřila 82. a Hijikatovi 149. příčka deblového žebříčku. Úvodní dvě utkání vyhráli nejtěsnějším poměrem, vždy dvoubodovým rozdílem v supertiebreaku třetího setu, a v každém z nich odvrátili mečboly. Ve třetí fázi zdolali třetí nasazené Němce Kevina Krawietze s Timem Pützem. Do semifinále postoupili přes Brazilce Rafaela Matose s Marcelem Melem. V něm vyřadili světové jedničky Marcela Arévala s Matem Pavićem po třísetové bitvě. Všechny sety rozhodly až tiebreaky. V závěrečné 10bodové zkrácené hře odvrátili od stavu míčů 7–9 dva mečboly. Ve finále podlehli pátým nasazeným Britům Julianu Cashovi s Lloydem Glasspoolem po dvousetovém průběhu.

## Finále na Grand Slamu

### Mužská čtyřhra: 1 (0–1)
| Stav      | rok  | turnaj    | povrch | spoluhráč      | soupeři ve finále           | výsledek      |
| --------- | ---- | --------- | ------ | -------------- | --------------------------- | ------------- |
| Finalista | 2025 | Wimbledon | tráva  | Rinky Hijikata | Julian Cash Lloyd Glasspool | 2–6, 6–7(3–7) |

## Finále na okruhu ATP Tour

### Čtyřhra: 3 (1–2)
| Legenda                   |
| ------------------------- |
| Grand Slam (0–1)          |
| Turnaj mistrů (0)         |
| ATP Tour Masters 1000 (0) |
| ATP Tour 500 (0)          |
| ATP Tour 250 (1–1)        |

| Stav      | č. | datum             | turnaj                                | kategorie  | povrch    | spoluhráč      | soupeři ve finále                | výsledek      |
| --------- | -- | ----------------- | ------------------------------------- | ---------- | --------- | -------------- | -------------------------------- | ------------- |
| Finalista | 1. | březen 2021       | Marseille, Francie                    | ATP 250    | tvrdý (h) | Sander Arends  | Lloyd Glasspool Harri Heliövaara | 5–7, 6–7(4–7) |
| Vítěz     | 1. | červenec 2021     | Båstad, Švédsko                       | ATP 250    | antuka    | Sander Arends  | Andre Begemann Albano Olivetti   | 6–4, 6–2      |
| Finalista | 2. | 12. července 2025 | Wimbledon, Londýn, Spojené království | Grand Slam | tráva     | Rinky Hijikata | Julian Cash Lloyd Glasspool      | 2–6, 6–7(3–7) |

## Tituly na challengerech ATP a okruhu ITF

### Čtyřhra (34 titulů)
| Legenda          |
| ---------------- |
| Challengery (23) |
| ITF (11)         |

| Č.  | datum         | turnaj                        | okruh      | povrch    | spoluhráč              | poražení finalisté                      | výsledek                   |
| --- | ------------- | ----------------------------- | ---------- | --------- | ---------------------- | --------------------------------------- | -------------------------- |
| 1.  | červenec 2014 | Bad Waltersdorf, Rakousko     | Futures    | antuka    | Jan Blecha             | Mario Haider-Maurer Jan Poskocil        | 6–4, 6–1                   |
| 2.  | srpen 2014    | Wetzlar, Německo              | Futures    | antuka    | Dennis van Scheppingen | Julian Lenz Lars Pörschke               | 7–6(7–2), 7–6(7–5)         |
| 3.  | říjen 2015    | Oberhaching, Německo          | Futures    | tvrdý (h) | Niels Lootsma          | Johannes Härteis Hannes Wagner          | 2–6, 6–4, [10–8]           |
| 4.  | prosinec 2015 | Lagos, Nigérie                | Futures    | tvrdý     | Antal van der Duim     | Lloyd Harris Karim-Mohamed Maamoun      | 6–3, 6–2                   |
| 5.  | březen 2016   | Basiglio, Itálie              | Futures    | tvrdý (h) | Antal van der Duim     | Antoine Hoang Grégoire Jacq             | 6–4, 6–4                   |
| 6.  | duben 2016    | Abuja, Nigérie                | Futures    | tvrdý     | Antal van der Duim     | Luca Margaroli Ilija Vučić              | 7–5, 3–6, [10–7]           |
| 7.  | červenec 2016 | Amstelveen, Nizozemsko        | Futures    | antuka    | José Pereira           | Miliaan Niesten Boy Westerhof           | 6–4, 3–6, [10–3]           |
| 8.  | červenec 2016 | Kramsach, Rakousko            | Futures    | antuka    | Maximilian Neuchrist   | Sebastian Bader Matthias Haim           | 6–3, 5–7, [10–4]           |
| 9.  | červenec 2016 | Kassel, Německo               | Futures    | antuka    | Maximilian Neuchrist   | Petr Nouza David Škoch                  | 6–2, 7–6(7–5)              |
| 10. | srpen 2016    | Bydhošť, Polsko               | Futures    | antuka    | Maximilian Neuchrist   | Michał Dembek Grzegorz Panfil           | 6–1, 7–5                   |
| 11. | červenec 2017 | Milán, Itálie                 | Challenger | antuka    | Tomasz Bednarek        | Filippo Baldi Omar Giacalone            | 6–1, 6–1                   |
| 12. | srpen 2017    | Cornaiano, Itálie             | Futures    | antuka    | Gonçalo Oliveira       | Gianluca Di Nicola Lorenzo Sonego       | 6–3, 6–2                   |
| 13. | květen 2018   | Heilbronn, Německo            | Challenger | antuka    | Rameez Junaid          | Kevin Krawietz Andreas Mies             | 6–2, 2–6, [10–7]           |
| 14. | říjen 2018    | Florencie, Itálie             | Challenger | antuka    | Rameez Junaid          | Filippo Baldi Salvatore Caruso          | 7–5, 3–6, [10–7]           |
| 15. | červenec 2019 | Tampere, Finsko               | Challenger | tvrdý     | Sander Arends          | Ivan Nedělko Alexandr Žurbin            | 6–0, 6–2                   |
| 16. | červenec 2019 | Segovia, Španělsko            | Challenger | tvrdý     | Sander Arends          | Orlando Luz Felipe Meligeni Alves       | 6–4, 7–6(7–3)              |
| 17. | září 2019     | Mallorca, Španělsko           | Challenger | tvrdý     | Sander Arends          | Karol Drzewiecki Szymon Walków          | 7–5, 6–4                   |
| 18. | únor 2020     | Koblenz, Německo              | Challenger | tvrdý (h) | Sander Arends          | Julian Lenz Yannick Maden               | 7–6(7–4), 7–6(7–3)         |
| 19. | srpen 2020    | Praha, Česko                  | Challenger | antuka    | Sander Arends          | André Göransson Gonçalo Oliveira        | 7–5, 7–6(7–5)              |
| 20. | říjen 2020    | Ismaning, Německo             | Challenger | koberec   | Andre Begemann         | Alex Lawson Lloyd Glasspool             | 5–7, 7–6(7–2), [10–4]      |
| 21. | leden 2021    | Istanbul, Turecko             | Challenger | tvrdý (h) | André Göransson        | Lloyd Glasspool Harri Heliövaara        | 4–6, 6–3, [10–8]           |
| 22. | březen 2022   | Saint-Brieuc, Francie         | Challenger | tvrdý (h) | Sander Arends          | Jonathan Eysseric Robin Haase           | 6-3, 6–3                   |
| 23. | květen 2022   | Mauthausen, Rakousko          | Challenger | antuka    | Sander Arends          | Johannes Härteis Benjamin Hassan        | 6-4, 6–3                   |
| 24. | srpen 2022    | Meerbusch, Německo            | Challenger | antuka    | Szymon Walków          | Neil Oberleitner Philipp Oswald         | 7–5, 6–1                   |
| 25. | září 2022     | Rennes, Francie               | Challenger | tvrdý (h) | Jonathan Eysseric      | Dan Added Albano Olivetti               | 6–4, 6–4                   |
| 26. | říjen 2022    | Mouilleron-le-Captif, Francie | Challenger | tvrdý (h) | Sander Arends          | Purav Radža Divij Šaran                 | 6–7(1–7), 7–6(8–6), [10–6] |
| 27. | leden 2023    | Oeiras, Portugalsko           | Challenger | tvrdý (h) | Sander Arends          | Patrik Niklas-Salminen Bart Stevens     | 6–3, 7–6(7–3)              |
| 28. | září 2023     | Rennes, Francie               | Challenger | tvrdý     | Sander Arends          | Antoine Escoffier Niki Kalijanda Půnača | 6–3, 6–2                   |
| 29. | březen 2023   | Lugano, Švýcarsko             | Challenger | tvrdý (h) | Zizou Bergs            | Constantin Frantzen Hendrik Jebens      | 6–2, 7–6(8–6)              |
| 30. | srpen 2024    | Sauerland, Německo            | Challenger | antuka    | Bart Stevens           | Matwé Middelkoop Denys Molčanov         | 6–4, 2–6, [10-8]           |
| 31. | říjen 2024    | Roanne, Francie               | Challenger | tvrdý (h) | Nicolás Barrientos     | Jakub Paul Matěj Vocel                  | 4–6, 6–3, [10-6]           |
| 32. | únor 2025     | Koblenz, Německo              | Challenger | tvrdý (h) | Jakub Paul             | Geoffrey Blancaneaux Joshua Paris       | bez boje                   |
| 33. | únor 2025     | Lille, Francie                | Challenger | tvrdý (h) | Jakub Paul             | Karol Drzewiecki Piotr Matuszewski      | 6–3, 6–4                   |
| 34. | březen 2025   | Thionville, Francie           | Challenger | tvrdý (h) | Jakub Paul             | Matteo Martineau Luca Sanchez           | 6–1, 6–4                   |